# Riasino (rejon smoleński)
Riasino (ros. Рясино) – wieś (ros. деревня, trb. dieriewnia) w zachodniej Rosji, w osiedlu wiejskim Pieczerskoje rejonu smoleńskiego w obwodzie smoleńskim.

## Geografia
Miejscowość położona jest nad Wiazowieńką, 1 km od drogi regionalnej 66N-1807 (Awtozaprawocznoj Stancyi – Smoleńsk), 1,5 km od drogi magistralnej M1 «Białoruś», 1,5 km od centrum administracyjnego osiedla wiejskiego (Pieczersk), 8 km od Smoleńska.
W granicach miejscowości znajdują się ulice: Mołodiożnaja, Wietieranow, pierieułok Wietieranow.

## Demografia
W 2010 r. miejscowość zamieszkiwało 177 osób.